# Oeschgen
Oeschgen (schweizerdeutsch: ˈœʃːgə) ist eine Einwohnergemeinde im Schweizer Kanton Aargau. Sie gehört zum Bezirk Laufenburg und liegt im Nordosten der Region Fricktal.

## Geographie
Das Dorf liegt am Flüsschen Sissle, am östlichen Rand der rund fünfhundert Meter breiten Talebene. Im Dorfzentrum zweigt in nordöstlicher Richtung das Tal des Starzlebachs ab. Dieses knapp zwei Kilometer lange Seitental wird auf beiden Seiten von Ausläufern des Kaistenbergs (501 m ü. M.) begrenzt, einem Hügel am nördlichen Rand des Tafeljuras. Auf der westlichen Seite der Sissle reicht das Gemeindegebiet hinauf zum 402 Meter hohen Leischberg.
Die Fläche des Gemeindegebiets beträgt 438 Hektaren, davon sind 81 Hektaren mit Wald bedeckt und 67 Hektaren überbaut. Der höchste Punkt liegt auf 500 m ü. M. auf der Hochfläche des Wolfgartens, der tiefste auf 320 m ü. M. an der Sissle. Nachbargemeinden sind Kaisten im Nordosten, Frick im Süden und Eiken im Nordwesten.

## Geschichte
Die erste urkundliche Erwähnung von Escecon erfolgte im Jahr 1234. Der Ortsname stammt vom althochdeutschen Ascinghofun und bedeutet «bei den Höfen der Sippe des Asco». Der letzte Graf von Homberg-Tierstein starb 1232 ohne Nachkommen, und die Habsburger übernahmen die Landesherrschaft. Diese verpfändeten nach dem Waldshuterkrieg von 1468 das gesamte Fricktal an Burgund. Als die Burgunder von den Eidgenossen während der Burgunderkriege vernichtend geschlagen worden waren, kam Oeschgen 1477 wieder unter österreichische Herrschaft.
Nach der Reichsreform des österreichischen Kaisers Maximilian I. im Jahr 1491 gehörte Oeschgen zwar zu Vorderösterreich. Doch die österreichischen Beamten der Kameralherrschaft Laufenburg verfügten hier über weniger Kompetenzen als in den Nachbardörfern, weil die niedere Gerichtsbarkeit 1475 an die Freiherren von Schönau verkauft worden war. Dieses Geschlecht des niederen Adels hatte seinen Stammsitz bei Wehr, einige Kilometer weiter nördlich im (heute südbadischen) Wehratal. Im 17. Jahrhundert gab es kaum längere Friedenszeiten. Der Rappenkrieg, ein Bauernaufstand, dauerte von 1612 bis 1614. Der Dreissigjährige Krieg, der zwischen 1633 und 1638 auch das Fricktal erfasste, warf das Dorf in seiner Entwicklung zurück. Auch während des Pfälzischen Erbfolgekriegs (1688–1697) zogen fremde Truppen durch die Region.

Luftansicht (1954)

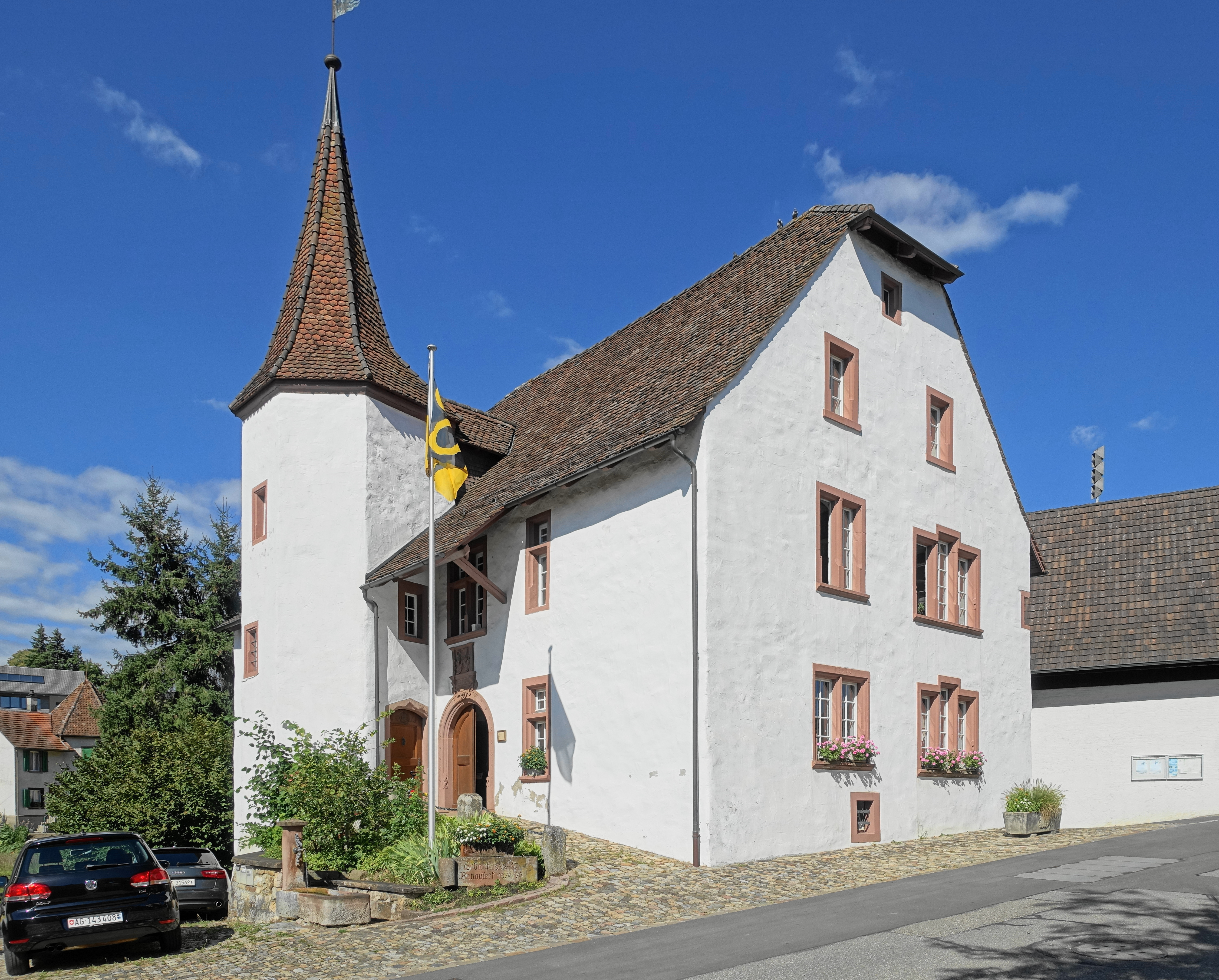
Schönauer Schlössli

1797 wurde das Fricktal nach dem Frieden von Campo Formio ein französisches Protektorat, damit endete auch die Herrschaft der Freiherren von Schönau. Während des Zweiten Koalitionskrieges verlief hier die Frontlinie zwischen den Armeen Frankreichs und Österreichs. Am 20. Februar 1802 wurde Oeschgen eine Gemeinde im Distrikt Frick des Kantons Fricktal, der sich im August der Helvetischen Republik anschloss. Damit war Oeschgen schweizerisch geworden. Seit dem 19. März 1803 gehört die Gemeinde zum Kanton Aargau.
Zwar verläuft die am 2. August 1875 eröffnete Bözbergeisenbahn auf Oeschger Gemeindegebiet, doch das Dorf besitzt bis heute keine eigene Bahnstation. Dies und die Tatsache, dass viele Kleinbauern verarmten und auswandern mussten, führten in der zweiten Hälfte des 19. Jahrhunderts zu einem Bevölkerungsrückgang von fast einem Drittel. Die Sissle überschwemmte das Dorf in regelmässigen Abständen. Erst die Korrektion des Bachlaufs im Jahr 1895 entschärfte die Lage. Bis weit ins 20. Jahrhundert hinein blieb Oeschgen ein von der Landwirtschaft geprägtes Dorf. Mit dem Verschwinden vieler kleiner Bauernbetriebe wandelte sich das Dorf zu einer Wohngemeinde am Rande der Agglomeration Basel. Aufgrund einer verstärkten Bautätigkeit seit der Eröffnung der Autobahn A3 im Jahr 1973 steigt die Bevölkerungszahl kontinuierlich an.

## Sehenswürdigkeiten

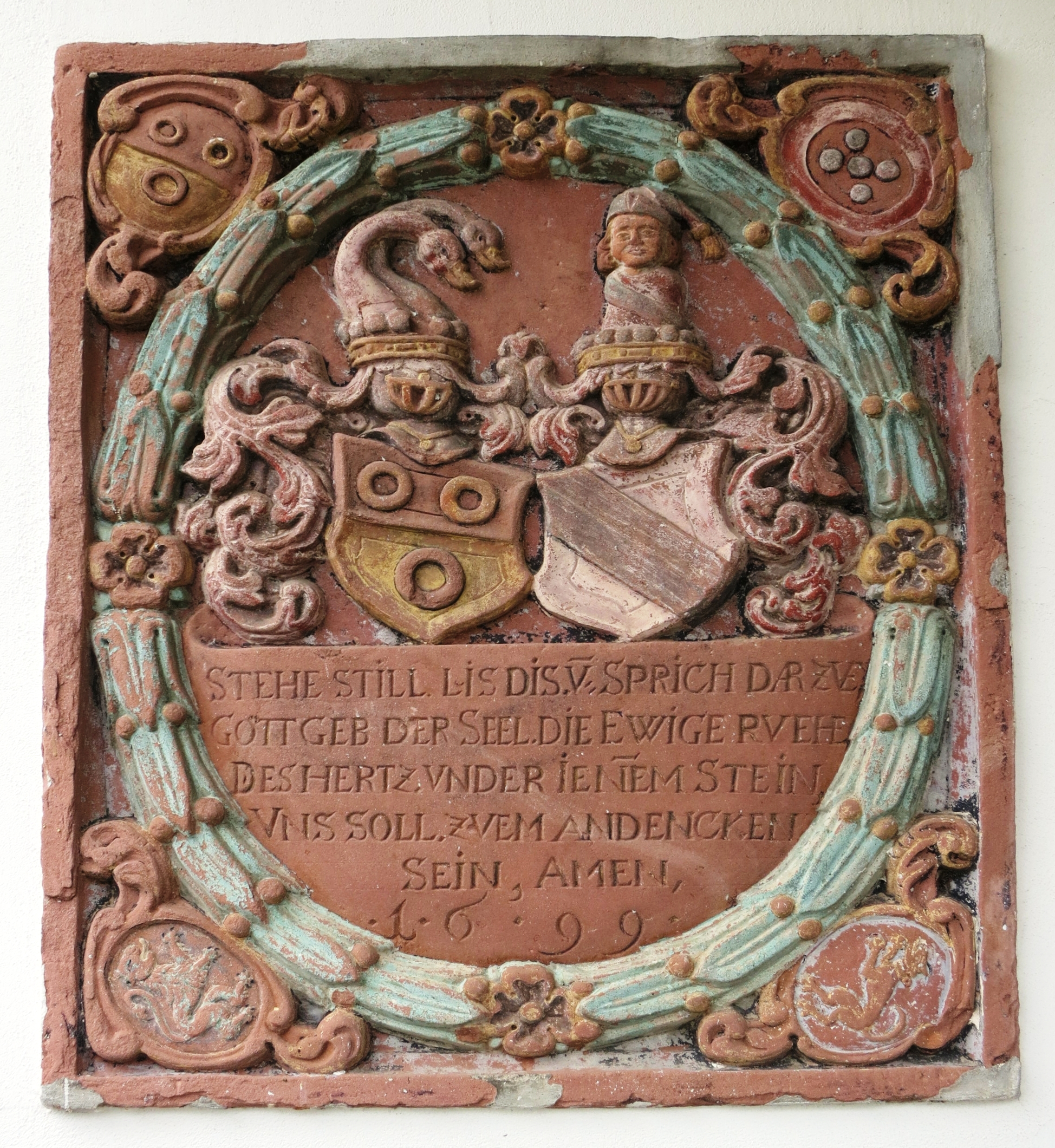
Inschrift beim Kircheingang mit Wappen

Im Dorfzentrum steht das «Schönauer Schlössli», ein kleiner Herrensitz mit angebautem Treppenturm. Es wurde 1597 im Auftrag der Freiherren von Schönau als Sommerresidenz errichtet und steht heute unter Denkmalschutz. Daneben gibt es ein Velomuseum mit über hundert historischen Fahrrädern.

## Wappen
Die Blasonierung des Gemeindewappens lautet: «Geteilt von Schwarz mit zwei gelben Ringen und von Gelb mit schwarzem Ring.» Die Gemeinde führt seit 1930 das Wappen der Herren von Schönau, die seit 1475 Herrschaftsrechte im Ort besassen. Allerdings fehlte die Genehmigung der noch immer existierenden Familie,  und die Wappenkommission des Kantons Aargau riet zu einer Änderung. 1976 gab dann Freiherr Werner von Schönau-Wehr die ausdrückliche Erlaubnis, das Familienwappen auch als Gemeindewappen zu verwenden.

## Bevölkerung
Die Einwohnerzahlen entwickelten sich wie folgt:
| Jahr      | 1788 | 1850 | 1900 | 1930 | 1950 | 1960 | 1970 | 1980 | 1990 | 2000 | 2010 | 2020 |
| Einwohner | 389  | 604  | 392  | 400  | 472  | 508  | 604  | 647  | 734  | 798  | 907  | 1049 |

Am 31. Dezember 2023 lebten 1176 Menschen in Oeschgen, der Ausländeranteil betrug 16,6 %. Bei der Volkszählung 2015 bezeichneten sich 53,7 % als römisch-katholisch und 18,4 % als reformiert; 27,9 % waren konfessionslos oder gehörten anderen Glaubensrichtungen an. 93,4 % gaben bei der Volkszählung 2000 Deutsch als ihre Hauptsprache an, 2,3 % Italienisch und 1,5 % Albanisch.

## Politik und Recht
Die Versammlung der Stimmberechtigten, die Gemeindeversammlung, übt die Legislativgewalt aus. Ausführende Behörde ist der fünfköpfige Gemeinderat. Er wird im Majorzverfahren vom Volk gewählt, seine Amtsdauer beträgt vier Jahre. Der Gemeinderat führt und repräsentiert die Gemeinde. Dazu vollzieht er die Beschlüsse der Gemeindeversammlung und die Aufgaben, die ihm vom Kanton zugeteilt wurden. Für Rechtsstreitigkeiten ist in erster Instanz das Bezirksgericht Laufenburg zuständig. Oeschgen gehört zum Friedensrichterkreis X (Mettau).

## Wirtschaft
In Oeschgen gibt es gemäss der im Jahr 2015 erhobenen Statistik der Unternehmensstruktur (STATENT) rund 280 Arbeitsplätze, davon 13 % in der Landwirtschaft, 26 % in der Industrie und 61 % im Dienstleistungssektor. Die meisten Erwerbstätigen sind Wegpendler und arbeiten in den grösseren Gemeinden des Fricktals oder in der Agglomeration der Stadt Basel. In Oeschgen befand sich das Winterquartier des im Jahr 2018 aufgelösten Circus Nock.
Von einiger Bedeutung ist der Weinbau. An den exponierten Südhängen der Kaistenberg-Ausläufer war im Jahr 2018 eine Fläche von 5,2 Hektaren mit Reben bestockt. Angebaut werden neun verschiedene Sorten, wobei Blauburgunder und Riesling × Sylvaner überwiegen.

## Verkehr
Der Dorfkern liegt wenige hundert Meter östlich der Hauptstrasse 3 (Basel–Zürich) und der Autobahn A3, die nächstgelegenen Anschlussstellen befinden sich bei Frick und Eiken. Die Anbindung an das Netz des öffentlichen Verkehrs erfolgt durch die Postautolinie zwischen den Bahnhöfen Frick und Stein-Säckingen. An Wochenenden verkehrt ein Nachtbus von Frick über Oeschgen und Laufenburg nach Eiken.

## Bildung
Die Gemeinde verfügt über einen Kindergarten und ein Schulhaus, in dem die Primarschule unterrichtet wird. Alle Oberstufen (Bezirksschule, Sekundarschule und Realschule) können in Frick besucht werden. Die nächstgelegenen Gymnasien sind die Alte Kantonsschule und die Neue Kantonsschule, beide in Aarau.

## Persönlichkeiten
- Alex Hürzeler (* 1965), Politiker